# Tockus pallidirostris
Tockus pallidirostris là một loài chim trong họ Bucerotidae.